# Walerian Bodakowski
Walerian Bodakowski – urzędnik cesarski i królewski, starosta powiatowy bóbrecki w 1871. W tym roku przydzielony do komisji krajowej Królestwa Galicji i Lodomerii dla wykupu i uporządkowania ciężarów gruntowych. W 1877 radca namiestnictwa, członek c.-k. krajowej Rady szkolnej dla Królestwa Galicyi i Lodomeryi z Wielkiem Księstwem Krakowskiem.